# Латерца
Латерца (итал. Laterza) је насеље у Италији у округу Таранто, региону Апулија.
Према процени из 2011. у насељу је живело 13879 становника. Насеље се налази на надморској висини од 350 м.

## Становништво
| 1951.  | 1961.  | 1971.  | 1981.  | 1991.  | 2001.  | 2011.  |
| ------ | ------ | ------ | ------ | ------ | ------ | ------ |
| 12.069 | 12.209 | 11.674 | 13.448 | 14.505 | 14.996 | 15.296 |